# پراکندگان پشتون
پراکندگان پشتون (پشتو: بهر مېشت پښتانه) شامل تمام پشتونهای قومی است. میلیون‌ها پشتون وجود دارند که در خارج از سرزمین سنتی خود پشتونستان زندگی می‌کنند، منطقه‌ای تاریخی که امروزه در بخش‌هایی از افغانستان و پاکستان واقع شده‌است. در حالی که پشتونستان (سابق) محل زندگی اکثریت مردم پشتون است، جوامع قابل توجهی از پشتون‌های پراکنده محلی در سراسر استان‌های همسایه پاکستانی سند و پنجاب، به ویژه در شهرهای پایتخت استانی مربوطه کراچی و لاهور پراکنده شده‌اند. علاوه بر این، افرادی با تبار پشتون در سراسر هند نیز یافت می‌شوند. به ویژه در روهیل‌کند، منطقه‌ای در ایالت هندی اوتار پرادش؛ و در ایالت‌های هندی گجرات و راجستان. در خارج از آسیای جنوبی، جوامع قابل توجهی از پشتون‌های پراکنده در کشورهای عربی خلیج فارس (عمدتاً در امارات متحده عربی)، ایالات متحده، بریتانیا، هلند، ایران، استرالیا، کانادا و روسیه یافت می‌شوند.
مردم پشتون که به عنوان یک گروه قومی-زبانی ایرانی طبقه‌بندی می‌شوند، اعتقاد بر این است که در حدود اوایل هزاره اول میلادی در منطقه سنتی پشتونستان ساکن شده‌اند. بر اساس اتنولوگ، جمعیت کل پشتون در حال حاضر حدود ۹۰ میلیون نفر است، اما برخی منابع ارقام کمی پایین‌تر یا بالاتر را ارائه می‌دهند. در میان جوامع هندی در شبه قاره هند، پشتون‌ها معمولاً با کلمه پتان شناخته می‌شوند.

## سرزمین مادری

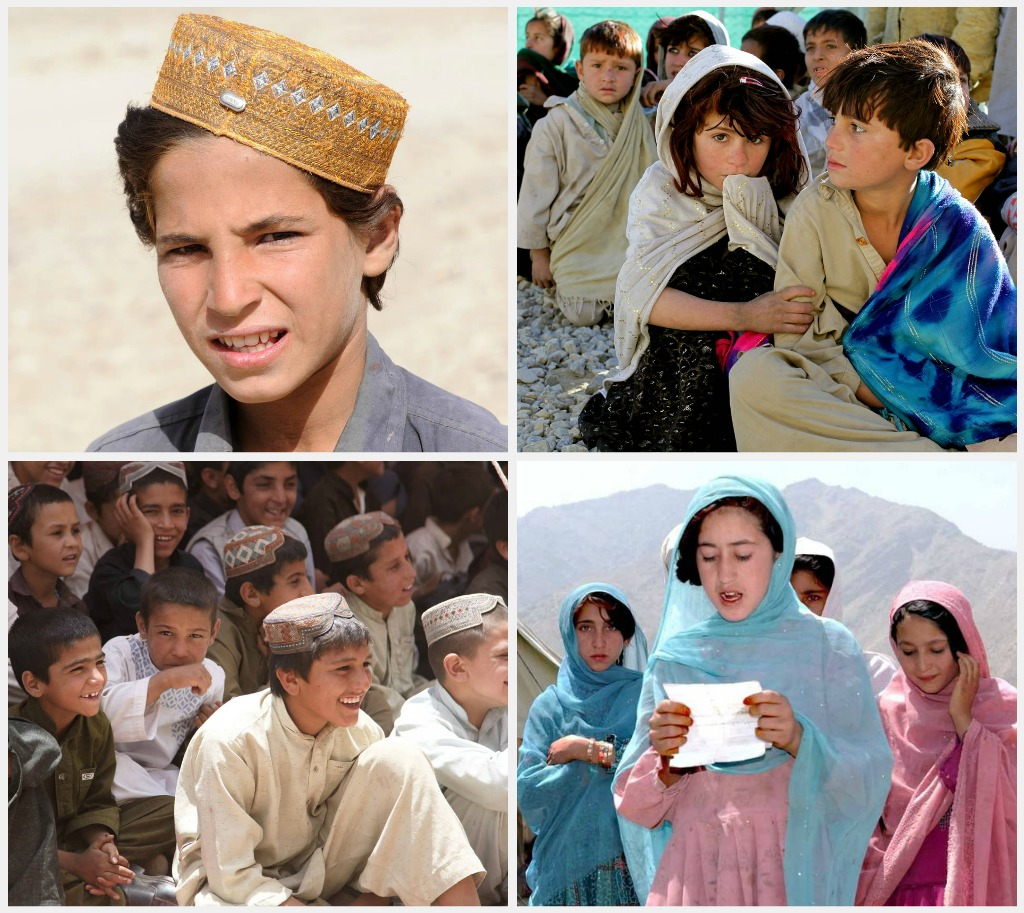
مردم پشتون افغانستان.

### افغانستان
واژهٔ قومی افغان (با ریشهٔ فارسی) از سدهٔ سوم میلادی به طور تاریخی برای اشاره به پشتون‌ها به کار رفته‌است و اکنون برای توصیف هر شهروند افغانستان به کار می‌رود. پشتون‌ها بزرگترین گروه قومی در افغانستان را تشکیل می‌دهند و ۴۶ تا ۶۵ درصد جمعیت این کشور را شامل می‌شوند. از کل جمعیت افغانستان. تقریباً ۲ میلیون پناهندهٔ افغان در کشور همسایه پاکستان زندگی می‌کنند. اکثریت آن‌ها پشتون‌هایی هستند که در آن کشور متولد شده‌اند.
پشتون‌ها در سراسر افغانستان پراکنده‌اند و تقریباً در هر ولایت این کشور یافت می‌شوند. قندهار دومین شهر بزرگ افغانستان و دژ فرهنگ پشتون است. شهرهای لشکرگاه در جنوب، فراه در غرب، جلال‌آباد در شرق و کندز در شمال دیگر مراکز فرهنگی برجسته هستند که جمعیت آن‌ها عمدتاً پشتون است.

### پاکستان

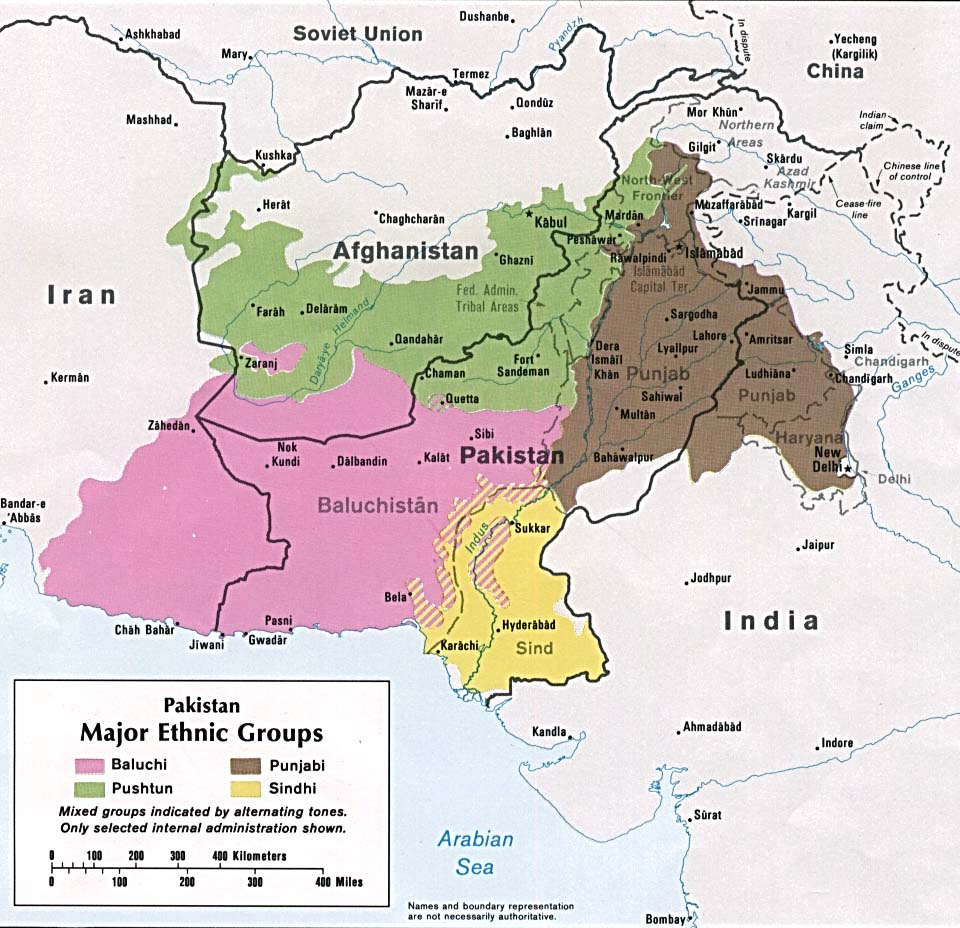
پشتون‌های قومی در پاکستان و افغانستان (شامل مرزهای جنوبی اتحاد جماهیر شوروی سابق، مرزهای شمال شرقی ایران و مرزهای شمال غربی هند مورد مناقشه با پاکستان)، در اوایل دهه ۱۹۸۰.

نسبت افرادی که پشتو زبان زبان مادری آن‌ها است در هر ناحیه پاکستان بر اساس سرشماری پاکستان در سال ۲۰۱۷

بیشتر پشتون‌ها در پاکستان مستقر هستند. پشتون‌ها یکی از بزرگترین اقلیت‌های قومی در پاکستان هستند و تا ۱۸ درصد از کل جمعیت پاکستان را تشکیل می‌دهند. پشتون‌ها اکثریت قومی را در ولایت خیبر پختونخوا و شمال بلوچستان تشکیل می‌دهند.
شهر کراچی در ولایت سند با جمعیتی بالغ بر ۷ میلیون نفر طبق برخی تخمین‌ها، بزرگترین تمرکز جمعیت شهری پشتون در جهان را در خود جای داده‌است. برخی از شهرهای مهم پشتون‌نشین پاکستان عبارتند از پیشاور، کویته، ژوب، لورالائی، قلعه سیف‌الله، سوات، مردان، چارسده، مینگوره، بنوں، پاراچنار و صوابی. ولایت بلوچستان اگرچه به نام بلوچ‌ها نامگذاری شده است، اما پشتون‌ها اکثریت را در آنجا تشکیل می‌دهند و جمعیت بلوچ‌ها در واقع کمتر از پشتون‌ها در ولایت بلوچستان است. با این حال، بیشتر زمین‌های بلوچستان توسط مردم بلوچ و مردم براهویی پوشیده شده است، در حالی که پشتون‌ها فقط در شمال این ولایت متمرکز هستند.

## مناطق اقلیت در خیبر پختونخوا
پشتون‌ها اقلیت جمعیت کل ایالت هزاره در خیبر پختونخوا را تشکیل می‌دهند. پشتون‌ها بیشتر در بتگرام و ناحیه تورغر یافت می‌شوند، قبایل پشتون به زبان پشتو صحبت می‌کنند در حالی که جدون‌ها، ترین‌ها و دلازاک‌های ابوت‌آباد و ناحیه هریپور به زبان هندکو و گاهی اوقات به عنوان زبان دوم به زبان پشتو صحبت می‌کنند. پشتون‌ها همچنین اقلیتی در منطقه چترال را تشکیل می‌دهند، که عمدتاً توسط مردم خُو و کلاشا که به زبان خووار صحبت می‌کنند، ساکن هستند.
جدول زیر جمعیت پشتون‌ها در ایالت‌های مختلف پاکستان را نشان می‌دهد:
| ایالت                   | پشتون‌ها      |
| ----------------------- | ------------ |
| خیبر پختونخوا           | ۴۰ میلیون    |
| سند                     | ۱۰ میلیون    |
| بلوچستان                | ۵٫۵ میلیون   |
| پنجاب                   | ۱۰-۳۰ میلیون |
| آزاد کشمیر              | ۱ میلیون     |
| ناحیه پایتختی اسلام‌آباد | ۱ میلیون     |
| پاکستان                 | ۶۵-۷۰ میلیون |

جوامع کوچکتر پشتون در خارج از خیبر پختونخوا و بلوچستان را می‌توان در مناطق ناحیه اتک و ناحیه میانوالی در ایالت پنجاب یافت. این و دیگر جوامع با اصالت پشتون که مدت‌ها در مناطق پنجاب و سند ساکن شده‌اند، اغلب به عنوان پتان‌ها شناخته می‌شوند. همچنین جوامع بزرگی از پتان‌ها مانند نیازی و دیگران وجود دارند که در مناطق خانیوال، قصور پنجاب و منطقه ملتان، که قبلاً بخشی از امپراتوری درانی بود، زندگی می‌کنند. جوامع پتان در مناطق مختلف آزاد کشمیر نیز زندگی می‌کنند. در آنجا، آنها عمدتاً در مناطق پونچ، سودنوتی و ناحیه باغ مستقر هستند. در پونچ و سودنوتی آنها بیش از ۷۰٪ جمعیت را تشکیل می‌دهند. پشتون‌های کشمیری عمدتاً از قبیله سدوزایی تشکیل شده‌اند که محلی‌ها آنها را سودان می‌نامند. جمعیت تقریبی سدوزایی‌ها در AJK ۱ میلیون نفر است. قبیله سدوزایی در شهر راولاکوت در آزاد کشمیر نفوذ زیادی دارد. تعداد کمی از قبایل دیگر پشتون در کشمیر شامل قبایل درانی، ترین، لودی، یوسف‌زایی، شینواری و آفریدی هستند که جمعیت آنها از آزاد کشمیر تا جامو و کشمیر هند امتداد دارد. آنها به زبان‌های محلی صحبت می‌کنند.
علاوه بر این، برخی از جوامع اردو زبان در پاکستان نیز ریشه خود را به مناطق باستانی پشتون نشین افغانستان و خیبر پختونخوا می‌رسانند. برخی خود را بنگش، یوسف‌زایی، غوری و درانی می‌دانند. علاوه بر این، تعداد قابل توجهی از نوادگان روهیله‌ها پس از تقسیم هند در سال ۱۹۴۷ به پاکستان مهاجرت کردند. پشتون‌ها ۳۰٪ از جامعه مهاجر در کراچی را تشکیل می‌دهند.

## هندوستان
در منطقه روهیلکند هند، پشتون‌ها بین قرن ۱۴ و ۲۰ سکونتگاه‌های بزرگی ایجاد کرده بودند. در واقع، طبق نسخه سال ۱۹۱۱ دانشنامه بریتانیکا، تعداد پشتون‌ها در هند بریتانیا نزدیک به ۳٫۵ میلیون نفر بود، اما تعداد سخنوران پشتو کمتر از ۱٫۲۵ میلیون نفر بود. بیشتر این جمعیت، به همراه استان‌های مربوطه، پس از تقسیم هند در سال ۱۹۴۷ به پاکستان اختصاص یافتند. امروزه، پشتون‌های هند را می‌توان به کسانی که به زبان پشتو صحبت می‌کنند و کسانی که به زبان اردو/هندی و دیگر زبان‌های منطقه‌ای صحبت می‌کنند، تقسیم کرد. با این حال، پشتون‌های اردو/هندی زبان در اکثریت هستند. خان محمد عاطف، استاد دانشگاه لکنو، تخمین می‌زند که «جمعیت پتان‌ها در هند دو برابر جمعیت آنها در افغانستان است.»

### جوامع پشتو زبان

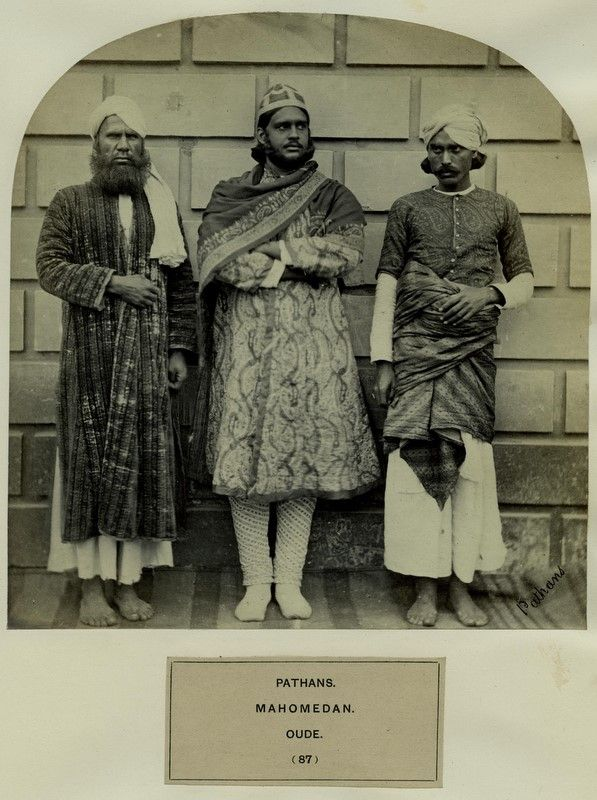
پتان‌ها (پشتون‌ها) در ایالت اوده، هند

پختون‌های پشتو زبان بسیاری در ایالت جامو و کشمیر هند وجود دارند. اگرچه تعیین تعداد دقیق آنها دشوار است، اما حداقل بیش از ۱۰۰٬۰۰۰ نفر هستند، زیرا مشخص است که در سال ۱۹۵۴، بیش از ۱۰۰٬۰۰۰ پختون عشایری ساکن در دره کشمیر تابعیت هند دریافت کردند. آنها هنوز از سیستم عدالت سنتی خود یعنی جرگه پیروی می‌کنند. کسانی که در دره کشمیر ساکن شده و زندگی می‌کنند به زبان پشتو صحبت می‌کنند و عمدتاً در جنوب غربی دره یافت می‌شوند، جایی که مستعمرات پشتون به مرور زمان ساخته شده‌اند. جالب‌ترین آنها کوکی‌خیل‌های آفریدی در درمغاییهاما هستند که تمام آداب و رسوم قدیمی را حفظ کرده و به زبان پشتو صحبت می‌کنند. آنها لباس‌های رنگارنگ می‌پوشند و شمشیر و سپر حمل می‌کنند. آفریدی‌ها و ماچیپوریایی‌ها که به قبیله یوسف‌زایی تعلق دارند، در ازای آنکه برخی روستاها را از پرداخت مالیات معاف می‌دارند، موظف به خدمت سربازی هستند. پشتون‌ها عمدتاً در زمان درانی‌ها وارد شدند، اما بسیاری توسط مهاراجا گلاب سینگ برای خدمت در مرز آورده شدند. زبان پشتو همچنین در دو روستای داکی و چنار (چکنوت) واقع در خط کنترل در ناحیه کوپوارا صحبت می‌شود. در پاسخ به تقاضای جامعه پشتون ساکن در این ایالت، کاشیر تی‌وی اخیراً مجموعه‌ای از برنامه‌های پشتو زبان را راه‌اندازی کرده است.
جمعیت کوچک و پراکنده دیگری از پشتون‌ها هنوز در برخی شهرهای بزرگ هند با جمعیت مسلمان زیاد وجود دارد، که اکثریت افراد پشتو زبان در ایالت‌های دهلی و اوتار پرادش هند ساکن هستند؛ کسانی که زبان‌های محلی مناطق محل سکونت خود را نیز به عنوان زبان دوم پذیرفته‌اند. این پتان‌ها که حدود ۱۴٬۱۶۱ نفر هستند، استفاده از زبان پشتو را حفظ کرده‌اند و هنوز قادر به صحبت و درک آن هستند. این تا حدی به این دلیل است که تا همین اواخر، بیشتر این پشتون‌های هندی قادر به سفر به پختونخوا، پاکستان بودند.
یک جامعه کوچک هندو، معروف به شین خالای به معنای «آبی پوست» (اشاره به رنگ خالکوبی صورت زنان پشتون)، پس از تقسیم به اوننیارا، راجستان، هند مهاجرت کردند. پیش از سال ۱۹۴۷، این جامعه در مناطق کویته، لورالائی و مائیختر در استان بلوچستان هند بریتانیا سکونت داشتند. امروزه، آنها همچنان به زبان پشتو صحبت می‌کنند و فرهنگ پشتون را از طریق رقص اتن جشن می‌گیرند.

### جوامع اردو و هندی زبان
تعداد بیشتری از افرادی که ادعای اصالت پشتون در هند دارند، اردو زبان هستند. علیرغم از دست دادن بیشتر جمعیت پشتون دوران راج، هند هنوز جامعه‌ای از سخنوران هندوستانی دارد که می‌توانند بخشی از اصالت خود را به مهاجران باستانی پشتون ردیابی کنند. آنها اغلب با تلفظ هندوستانی کلمه پشتون، یعنی «پتان»، خطاب می‌شوند.
قبایل بزرگ پتان هندی در مناطق زیر زندگی می‌کردند. در حالی که بسیاری از افراد متعلق به این قبایل به مرز افغانستان و پاکستان نقل مکان کردند، برخی دیگر ماندن را انتخاب کردند و بنابراین، نوادگان این قبایل هنوز در بخش‌های هند که در زیر فهرست شده‌اند، سکونت دارند: سکونتگاه‌های بزرگ پشتون در ساهارانپور، فرخ‌آباد، بیهار و کلکته وجود دارد.

## پشتون‌ها در خاورمیانه

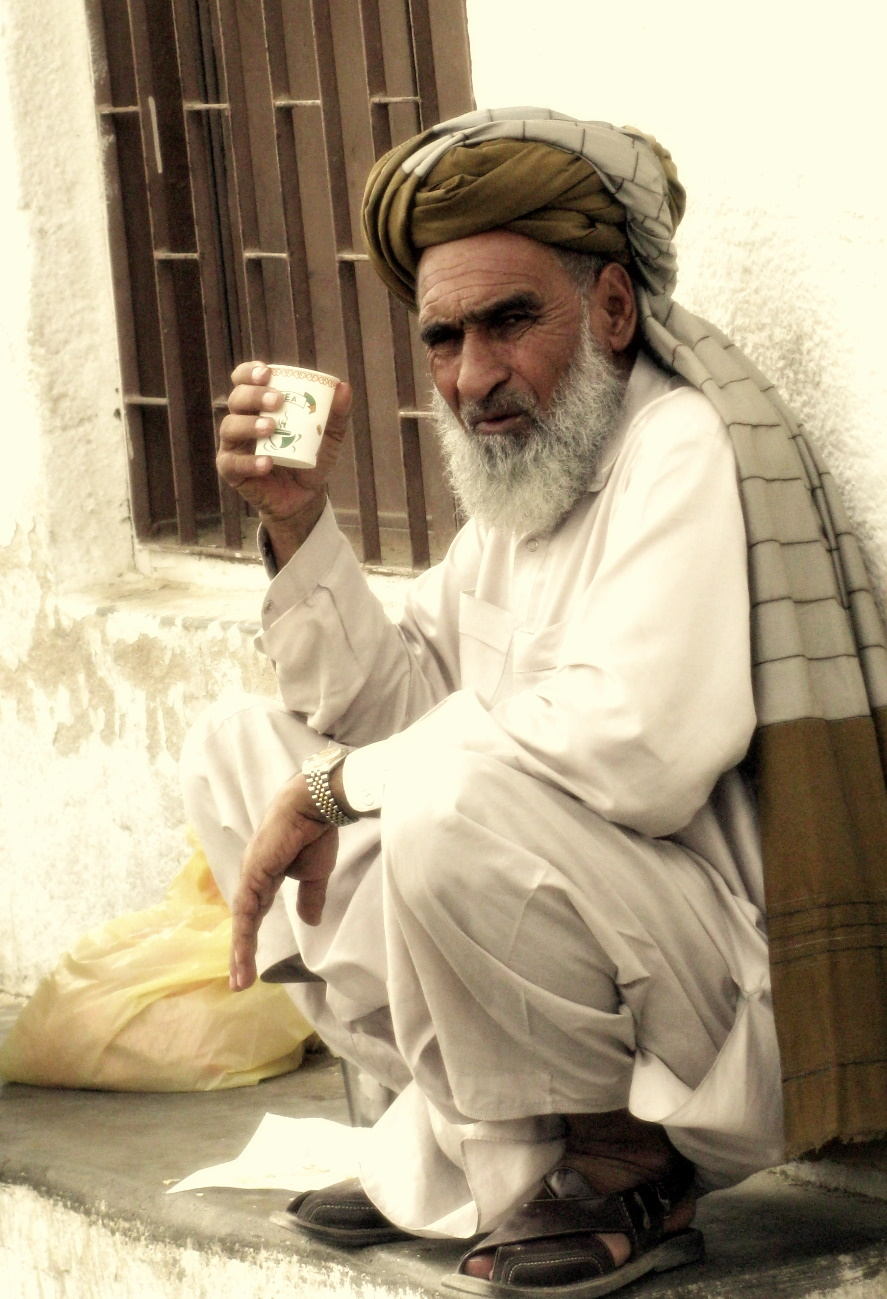
مرد پشتون در العین، امارات متحده عربی

صدها هزار پشتون به عنوان کارگر مهاجر در خاورمیانه، به ویژه در امارات متحده عربی، عربستان سعودی، قطر، کویت، عمان و دیگر کشورهای عربی سکونت دارند. بسیاری از آنها در تجارت حمل و نقل مشغول هستند، در حالی که برخی دیگر کارمندان شرکت‌های ساختمانی هستند.
در سال ۱۹۹۳ بیش از ۱۰۰٬۰۰۰ پشتون در ایران زندگی می‌کردند. پشتون‌های آنجا عمدتاً در مرز افغانستان و ایران، در استان خراسان ایران متمرکز هستند. استقرار پشتون‌ها در ایران به قرن هجدهم میلادی در دوره سلطنت درانی بازمی‌گردد. تیمورشاه درانی، یک پشتون قومی، پسر احمدشاه درانی و پادشاه افغانستان، در مشهد، در استان خراسان ایران، که در آن زمان بخشی از امپراتوری درانی بود، به دنیا آمد.
از زمان سلسله درانی، قبایل متعدد پشتون در زابل ساکن شده‌اند. قبایل پشتون در زابل از قبایل دیگری مانند مرادقلی، کوچک‌زایی، غلجایی، لکزیان، گلاوی، بارک‌زایی، خواجه‌علی و صوفی هستند. صرف نظر از منشأ آنها، آنها عموماً توسط جامعه در ایران به عنوان زابل فارسی دیده می‌شوند. قبیله مرادقلی از امیر شاهو خان بارک‌زایی، یکی از اعضای سلسله بارک‌زایی، نسل می‌برد. بنیانگذار این قبیله در زابل مرادخان، پسر امیر کلان خان است. پس از او، پسرش مرادقلی، که نام قبیله نیز از او گرفته شده، رهبر شد. اعضای طایفه مرادقلی در مازندران، گلستان و دیگر نقاط ایران نیز زندگی می‌کنند. کوچک‌زایی یکی از زیرشاخه‌های طایفه مرادقلی است.
بین سال‌های ۱۹۷۶ و ۱۹۸۱ حدود ۳۰۰٬۰۰۰ پشتون به کشورهای خلیج فارس مهاجرت کردند که ۳۵٪ از مهاجران پاکستانی را تشکیل می‌دادند.

## پشتون‌ها در اروپا
بسیاری از پشتون‌ها از سرزمین مادری خود در جنوب/آسیای مرکزی به اروپا مهاجرت کرده‌اند.

### بریتانیا
بریتانیا میزبان حدود ۱۰۰٬۰۰۰ پشتون است، که آن را به یکی از پرجمعیت‌ترین جوامع پشتون در خارج از کشور در جهان و پرجمعیت‌ترین در غرب تبدیل کرده است. مهاجران پشتون در بریتانیا حضور خود را از طریق رستوران‌هایشان با نام‌های سنتی مانند باب خیبر، حجره، کابلی پلو و غیره و موسیقی نشان داده‌اند. این یکی از پویاترین جوامع پشتون در غرب است.

## پشتون‌ها در دیگر نقاط جهان

### ایالات متحده

پشتون‌ها در ایالات متحده بر اساس ایالت

حضور پشتون‌ها در کالیفرنیا حداقل از زمان واردات نیروی کار کشاورزی در اوایل قرن بیستم میلادی وجود داشته‌است. از اواخر دهه ۱۹۷۰ میلادی به بعد، پشتون‌ها به تعداد زیادی به ایالات متحده مهاجرت کرده و در آنجا به خوبی مستقر شده‌اند. پشتون‌ها در ایالات متحده به دلیل اداره بهترین رستوران‌های غذاهای افغانی و همچنین به عنوان صاحبان زنجیره رستوران‌های فست فود مرغ سوخاری کندی که در شهر نیویورک مستقر است، مشهور هستند.

### کانادا
در سرشماری سال ۲۰۰۶ کانادا، ۱٬۶۹۰ نفر قومیت خود را «پشتون» ذکر کردند. با این حال، در پرسش ۱۷ فرم سرشماری استاتکان کانادا، بیشتر پشتون‌ها قومیت خود را پشتون ذکر نمی‌کنند، بلکه افغان یا پاکستانی می‌نویسند.

### استرالیا
در اواخر قرن نوزدهم میلادی، چندین هزار مرد از افغانستان، بلوچستان، کشمیر، سند، راجستان، مصر، ایران، ترکیه و پنجاب، که در مجموع به عنوان «افغان» شناخته می‌شدند، در جریان توسعه اولیه مناطق دورافتاده استرالیا توسط بریتانیا، به ویژه برای بهره‌برداری از کاروان‌های شتر در مناطق بیابانی، استخدام شدند. این افراد متشکل از مردانی بودند که اجازه نداشتند خانواده‌های خود را همراه بیاورند، بسیاری از آن‌ها با بومیان استرالیایی ازدواج کردند و اکنون به عنوان غان‌ها شناخته می‌شوند. در دهه‌های ۱۹۸۰ و ۱۹۹۰ میلادی، پشتون‌ها شروع به سکونت در پرت، ملبورن، سیدنی و دیگر شهرهای بزرگ استرالیا کردند.

### بنگلادش و سری‌لانکا
پشتون‌ها در بنگلادش از نوادگان مهاجران پشتونی هستند که در دوره حکومت پشتون‌ها بر سلطنت بنگال تحت سلسله کرانی در بنگلادش ساکن شدند. جوامع پشتونی دیگر در جنوب آسیا نیز پشتون‌های سری‌لانکا هستند که اعتقاد بر این است که ریشه در پشتون‌هایی دارند که در باتیکالوا ساکن شده‌اند و در ابتدا برای تجارت وارد آنجا شده‌اند.

### آسیای جنوب شرقی
از اوایل دهه ۱۹۰۰ میلادی، نسل‌های زیادی از پشتون‌ها از افغانستان و مناطق قبیله‌ای پاکستان (خیبر پختونخوا) مهاجرت کرده‌اند. سکونتگاه‌های پشتون در سراسر استان‌های تایلند رایج بوده‌است. حتی یک انجمن دوستی تایلندی-پشتونی نیز وجود دارد و آن‌ها به شدت مستقل هستند، در نتیجه اغلب توسط مردم محلی تایلند به خوبی مورد احترام و رفتار قرار می‌گیرند. کشورهایی مانند اندونزی، سنگاپور، برونئی و مالزی، میانمار نیز موارد مشابهی از سکونتگاه‌های پشتون دارند، که کسانی که از نسل آن‌ها هستند به سرعت در جامعه اقلیت قومی هندی محلی ادغام می‌شوند، در حالی که مهاجران یا ساکنان جدیدتر به دیاسپورای پاکستانی تعلق دارند، زیرا بیشتر مهاجران از پاکستان آمده‌اند.

### آسیای شرقی
ممکن است جوامع پشتون در بخش‌هایی از چین، تایوان و ژاپن زندگی کنند.

### گویان و سورینام
برخی از افراد ساکن در گویان و سورینام ادعا می‌کنند که از نسل افغان‌ها هستند. بیشتر آن‌ها در جریان مهاجرت هندی‌ها به کشورهای آمریکای جنوبی نقل مکان کردند.

### آمریکای لاتین
بسیاری از پشتون‌ها از افغانستان به عنوان پناهنده در جریان حمله شوروی به افغانستان در سال ۱۹۸۱ و در جریان درگیری‌های داخلی افغانستان در سال‌های ۱۹۹۵–۱۹۹۶ به آرژانتین، برزیل، شیلی، پاناما، کلمبیا، پاراگوئه و پرو آمدند.

## کتابشناسی
- Ahmad, Aisha; Roger Boase. Pashtun Tales from the Pakistan-Afghan Frontier: From the Pakistan-Afghan Frontier. Saqi Books, 2003. ISBN 0-86356-438-0.
- Ahmed, Akbar S. 1976. Millennium and charisma among Pathans: a critical essay in social anthropology. Routledge & Kegan Paul, 1980. ISBN 0-7100-0547-4.
- Ahmed, Akbar S. Pukhtun economy and society: traditional structure and economic development in a tribal society. Routledge & Kegan Paul, 1980. ISBN 0-7100-0389-7.
- Caroe, Olaf. The Pathans: 500 B.C.-A.D. 1957. MacMillan, 1964. ISBN 0-19-577221-0.
- Dani, Ahmad Hasan. Peshawar: Historic city of the Frontier. Khyber Mail Press, 1969. ISBN 969-35-0554-9.
- Docherty, Paddy. The Khyber Pass: A History of Empire and Invasion. Union Square Press, 2008. ISBN 0-571-21977-2.
- Dupree, Louis. Afghanistan. Princeton University Press, 1973. ISBN 0-691-03006-5.
- Elphinstone, Mountstuart (1815). An account of the kingdom of Caubul, and its dependencies in Persia, Tartary, and India: comprising a view of the Afghaun nation, and a history of the Dooraunee monarchy. Longman, Hurst, Rees, Orme and Brown, 1815.
- Habibi, Abdul Hai. Afghanistan: An Abridged History. Fenestra Books, 2003. ISBN 1-58736-169-8.
- Hopkirk, Peter. The Great Game: the struggle for empire in central Asia Kodansha Globe; Reprint edition. Kodansha International, 1994. ISBN 1-56836-022-3.
- Nichols, Robert. A history of Pashtun migration, 1775–2006. Oxford University Press, 2008. ISBN 0-19-547600-X.
- Vogelsang, Willem. The Afghans. Wiley-Blackwell, 2002. ISBN 0-631-19841-5.
- Wardak, Ali. Jirga – A Traditional Mechanism of Conflict Resolution in Afghanistan بایگانی‌شده  در ۲۰۰۶-۱۰-۰۷ توسط Wayback Machine, 2003, online at UNPAN (the United Nations Online Network in Public Administration and Finance). * Weiner, Myron; Ali Banuazizi. The Politics of social transformation in Afghanistan, Iran, and Pakistan. Syracuse University Press, 1994. ISBN 0-8156-2609-6.
- Weinreich, Matthias. "We are here to stay": Pashtun migrants in the Northern Areas of Pakistan. Klaus Schwarz, 2009. ISBN 3-87997-356-3.

الگو:پاکستانی دور از وطن